# Maison d'Hostun
Pour l’article homonyme, voir Hostun, qui désigne la localité – actuelle commune de la Drôme – éponyme de la famille.
Pour les articles homonymes, voir Baume.
La Maison d'Hostun est une dynastie originaire du Dauphiné.

## Origine
Deux de ses membres, les seigneurs Ragner et Matfred, sont mentionnés dans le cartulaire de saint Barnard de Romans, en 1047. D'après Rivoire de La Bâtie et surtout Allard, on peut établir une filiation continue à partir du XIIIe siècle. Son premier membre est Lambert d'Hostun. Une branche de la famille de Claveson (ou Claveyson) s'est éteinte dans celle d'Hostun vers le XVe lors du mariage de Béatrice de Claveson avec Jacques d'Hostun. Le dernier membre de cette famille est Louis-Charles d'Hostun, qui a épousé, en 1732 Marie-Victoire de Prie.
La famille acheta le territoire de la commune actuelle de Roynac, dans la Drôme (26), à la famille de Mévouillon.

## Duché d'Hostun
Le duché d'Hostun fut érigé en faveur de Camille d'Hostun en 1712, puis en duché-pairie en faveur de Joseph-Marie d'Hostun en 1715, à partir du mandement d'Hostun (berceau historique de la famille ) qui comprend l'actuelle commune d'Hostun et celle d'Eymeux du marquisat de La Baume-d'Hostun. Le duché repose aussi sur les terres de Saint-Nazaire, de Saint-Jean en Royans, d'Oriol, Saint-Martin, Saint-Just, Saint-Thomas et La Mothe. La seigneurie de Flandaines (commune de Saint-Martin-le-Colonel), acquise par les Hostun, sera aussi rattachée au duché.
Liste des ducs d'Hostun : 
- Camille d'Hostun (1652-1728), duc d'Hostun, comte de Tallard, maréchal de France, marié en 1677 à Marie-Catherine de Grolée
- Marie-Joseph d'Hostun, duc d'Hostun, Pair de France, comte de Tallard (fils des précédents), marié en 1713 à Marie-Elisabeth-Angélique-Gabrielle de Rohan
- Louis-Charles-Joseph, d'Hostun, duc d'Hostun, Pair de France, comte de Tallard (fils des précédents), marié en 1732 à Marie-Victoire de Prie

## Titres
- Seigneur du duché de Lesdiguières[5],[6]
- Baron de Mirabel (probablement Miribel à Périgneux, un fief des Gadagne)
- Baron d'Arlan
- Baron de Charmes
- Comte de Tallard[7]
- Comte de Verdun
- Marquis de La Baume d'Hostun[8]
- Ducs d'Hostun (1712)
- Duc d'Hostun et pair de France (1715)

## Armes
| Blason | Blasonnement : Hostun et Hostun La Baume: De gueules à la croix engrelée d'or |

| Blason | Blasonnement : Hostun-Claveyson : Écartelé au 1 et 4 d'Hostun, au 2 et 3 de Claveyson (De Gueules à la bande d'or chargée de 3 clefs de sable) |

| Blason | Blasonnement : Hostun de La Baume de Gadagne : De gueules à la croix dentelée d'or |

## Généalogie
Le Dictionnaire de la noblesse de François-Alexandre de la Chenaye-Aubert dresse la généalogie de la Maison d’Hostun à partir du XIVe siècle, comme indiqué plus bas. Il propose le découpage en trois branches suivant :
- Branche aînée

Lorsque Jacques d'Hostun épousa Béatrix de Claveson (XIVe siècle), fille et héritière de Geoffroy, seigneur de Claveson, il fut réglé par le contrat de mariage que leurs enfants porteraient le nom et les armes de Claveson avec ceux d'Hostun.
- Branche des seigneurs de la Baume-d'Hostun

Le 22 mai 1584, Antoine de la Baume d’Hostun épouse Diane de Gadagne à Bouthéon. Ils auront 8 enfants dont Balthasar, aîné des garçons.
En 1591, Balthazar d'Hostun fut institué héritier par Guillaume de Gadagne, son aïeul maternel, à condition de porter le nom et les armes des Gadagne.
- Branche des seigneurs de Tallard

En 1640, Roger d'Hostun, second fils de Balthazar, fut institué héritier de son père. Il acquit les terres et comté de Tallard et de Fontaine-Sallée.
À la fin de la branche aînée, par une transition chez les Lionne, les fiefs d'Hostun reviendront à la branche "la Baume" avec le blason d'origine (La croix engrelée) qui sera écartelée avec un lys d'argent sur fond azur à la suite de l'élection du comté en duché d'Hostun.
Au XIIIe siècle, le testament de Lambert d’Hostun instaure le partage la seigneurie entre la branche aînée qui garde le château d'Hostun et son mandement, et la branche cadette des Hostun la baume qui s'installe dans un château voisin.
```
Guillaume d'Hostun (vivant en 1311), seigneur d'Hostun
│
└─> Jean d'Hostun (vivant en 1318 et 1347), seigneur d'Hostun
    │
    └─> Jean d'Hostun (vivant en 1361 et 1373), seigneur d'Hostun, de la Baume
        │
        ├─> Guillaume d'Hostun (vivant en 1380 et 1413), seigneur de la Baume-d'Hostun
        │
        └─> Antoine d'Hostun (vivant en 1405 et 1440), seigneur de la Baume-d'Hostun
            │
            ├─> Jacques d'Hostun (-1474), seigneur d'Hostun
            │ │
            │ └─> Geoffroy d'Hostun de Claveson (-1505), seigneur d'Hostun
            │     │
            │     └─> Louis d'Hostun de Claveson, (-1529), seigneur d'Hostun
            │         │
            │         └─> Pierre d'Hostun de Claveson (1511-1560), seigneur d'Hostun
            │             │
            │             └─> Charles d'Hostun de Claveson (1547-), seigneur d'Hostun
            │                 │
            │                 └─> Florisel d'Hostun de Claveson (1575-), seigneur d'Hostun
            │
            │   
Seigneurs de la Baume-d'Hostun

            │
            └─> Jean d'Hostun (vivant en 1440 et 1480), seigneur de la Baume-d'Hostun
                │
                └─> Charles d'Hostun (vivant en 1484 et 1510), seigneur de la Baume-d'Hostun
                    │
                    ├─> Méraut d'Hostun (-1553), seigneur de la Baume-d'Hostun
                    │
                    └─> André d'Hostun (vivant en 1501), seigneur de la Baume-d'Hostun
                        │
                        └─> Jean d'Hostun (vivant en 1544 et 1583), seigneur de la Baume-d'Hostun
                            │
                            └─> Antoine d'Hostun (1558-), seigneur de la Baume-d'Hostun
                                │
                                └─> Baltazar d'Hostun de Gadagne (-1640), marquis de la Baume d'Hostun, comte de 
Verdun
, seigneur de 
Bouthéon
 (vivant en 1591 et 1640)
                                    │
                                    ├─> Louis d'Hostun de Gadagne, comte de Verdun
                                    │ │
                                    │ └─> Gilbert d'Hostun de Gadagne (1654-1732), comte de Verdun
                                    │
                                    │   
Seigneurs de Tallard

                                    │
                                    └─> Roger d'Hostun (vivant en 1640 et 1692), marquis de la Baume-d'Hostun
                                        │
                                        └─> 
Camille d'Hostun
 (1652-1728), 
duc d'Hostun

                                            │
                                            └─> Marie-Joseph d'Hostun (-1755), 
duc d'Hostun, pair de France

                                                │
                                                └─> Louis-Charles d'Hostun (1716-1739), 
duc de Tallard
```

## Source
Dictionnaire de la Noblesse, t. VIII, p. 111-118, chez Antoine Boudet, à Paris, 1774, de François-Alexandre Aubert de la Chenaye des Bois.